# SP-226
A SP-226 é uma rodovia radial do estado de São Paulo, administrada pelo Departamento de Estradas de Rodagem do Estado de São Paulo (DER-SP).

## Denominações
Recebe as seguintes denominações em seu trajeto:
Nome:	Abílio Previdi, Rodovia
- De - até:	BR-116 - Pariquera-Açu
- Legislação:	N/D

Nome:	Amantino Stievano, Rodovia
- De - até:	Pariquera-Açu - Cananeia
- Legislação:	N/D

## Descrição
Principais pontos de passagem: BR-116 - Pariquera-Açu - Cananéia

## Características

### Extensão
- Km Inicial: 0,000
- Km Final: 45,461

### Localidades atendidas
- Pariquera-Açu
- Cananéia